# The Rebound
The Rebound is een Amerikaanse romantische komedie geregisseerd door Bart Freundlich. Catherine Zeta-Jones en Justin Bartha spelen de hoofdrollen. De film werd uitgebracht in bioscopen in verschillende landen (waaronder België en Nederland) in het najaar van 2009, maar bereikte de bioscopen in de Verenigde Staten niet omdat de distributeur failliet ging. Op 7 februari 2012 verscheen de film op dvd in de Verenigde Staten.

## Verhaal
Sandy (Catherine Zeta-Jones), een huisvrouw en moeder van twee kinderen, ontdekt dat haar man ontrouw is geweest. Na een haastige echtscheiding besluit ze om haar huis te verlaten en naar New York te verhuizen met haar jonge zoon en dochter. Daar gaan ze een nieuw leven beginnen. Sandy huurt een appartement boven een koffiehuis en raakt bevriend met een van de obers, Aram Finklestein (Justin Bartha). Aram, die 25 is, weet niet zeker wat hij wil doen met zijn leven, al heeft hij een universitaire studie gehad. Hij besluit om de babysitter van Sandy's kinderen te worden en uiteindelijk is hij hun fulltime oppas. Hij ontwikkelt een hechte relatie met zowel kinderen als Sandy en een chemie begint te brouwen tussen Aram en Sandy. Na twee maanden lijken ze een perfect stel tot Sandy zich op een dag misselijk voelt en vermoedt dat ze zwanger is. Aram is enthousiast en ziet uit naar het opvoeden van een kind met Sandy. Later bevestigt een arts dat Sandy zwanger is, maar de zwangerschap is een buitenbaarmoederlijke zwangerschap en zal resulteren in een miskraam, maar op haar veertigste kan ze nog steeds zwanger worden. Bij het verlaten van de dokter hebben Aram en Sandy ruzie, waarbij de laatste bevestigt dat ze denkt dat het belachelijk is dat de twee, met een leeftijdsverschil van 15 jaar, ooit samen gelukkig zouden kunnen zijn. Nadat ze uit elkaar zijn gegaan besluit Aram een wereldreis te maken en het leven van anderen te verbeteren. Sandy wordt gepromoot op haar werk en na vijf jaar ontmoeten de twee elkaar toevallig in een restaurant. Aram heeft een jonge jongen geadopteerd uit Bangladesh en is nog steeds single. Sandy, die haar promotie aan het vieren is met haar kinderen en een collega nodigt Aram en zijn zoon uit om bij hen te komen zitten. De film eindigt als de twee hand in hand onder de tafel zitten, terwijl hun kinderen zich beginnen te binden.

## Rolverdeling
- Catherine Zeta-Jones als Sandy
- Justin Bartha als Aram Finklestein
- Kelly Gould als Sadie
- Art Garfunkel als Harry Finklestein
- John Schneider als Trevor
- Marcel Simoneau als Henri
- Joanna Gleason als Roberta Finklestein
- Steve Antonucci als ober, Aram´s vriend
- Lynn Whitfield als Laura
- Sam Robards als Frank
- Andrew Cherry als Frank Jr. - 7 jaar oud
- Jake Cherry als Frank Jr. - 13 jaar oud
- Skai Jackson als klein meisje in museum